# Oriana (Schiff, 1960)
Die Oriana war ein britisches Passagierschiff, das im Großbritannien-Australien-Dienst der P&O-Orient Line und später im Kreuzfahrtdienst eingesetzt war.

## Geschichte

### Planung und Bau
Die Orient Steam Navigation Company (Orient Line) plante bereits seit 1954 an einem Neubau, der ursprünglich den Namen Orbustus tragen sollte. 1956 wurde das neue Schiff schließlich in Auftrag gegeben. Es sollte auf der Route nach Australien eingesetzt werden und dort die in die Jahre gekommenen Linienschiffe Orontes und Orion ersetzen. Der Name Oriana wurde gewählt, um die frühere Königin Elisabeth I. zu ehren, deren Kosename Oriana lautete.
Die Kiellegung für das Schiff fand am 18. September 1956 statt. Der Stapellauf erfolgte am 3. November 1959.

### Dienstzeit

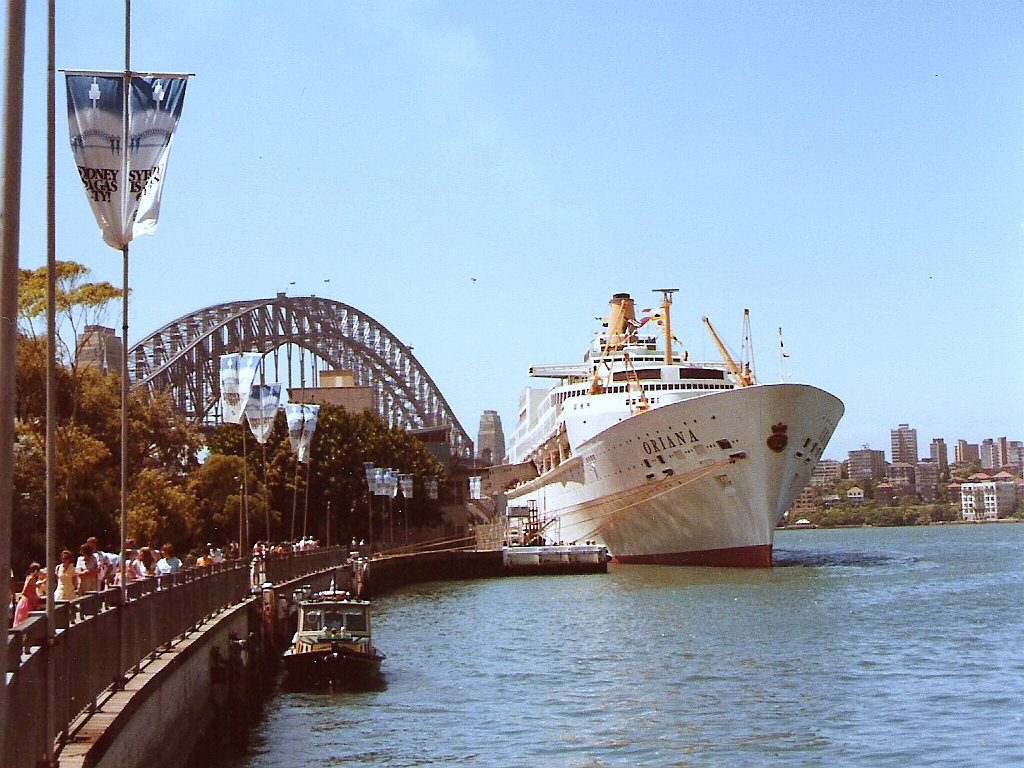
Die Oriana 1984 in Sydney

Am 3. Dezember 1960 lief die Oriana zu ihrer Jungfernfahrt aus. Ab 1961 wurde der Dampfer gemeinsam mit der Canberra, für die inzwischen nach Fusion mit der Peninsular and Oriental Steam Navigation Company  im Jahr 1966 als P&O-Orient Line Ltd firmierende Reederei im Liniendienst nach Australien und Neuseeland  eingesetzt. Sie konnte über 2000 Passagiere in zwei Klassen befördern. Der anfangs dem Orient-Line-Farbschema entsprechend in einem beigen Farbton gehaltene Rumpf wurde 1964 weiß gestrichen. Aufgrund der starken Zunahme des Flugverkehrs, der zurückgehenden Zahl der Auswanderer nach Australien und der Schließung des Suezkanals  waren die beiden Linienschiffe Anfang der 1970er Jahre nicht mehr konkurrenzfähig und wurden deshalb zu einklassigen Kreuzfahrtschiffen umgebaut und ab 1973 ausschließlich als Kreuzfahrtschiff im Südpazifik eingesetzt. Heimathafen der Oriana war ab 1981 Sydney. Während die Canberra noch bis 1997 im Dienst blieb, wurde die Oriana bereits im März 1986 ausgemustert und in Sydney aufgelegt.

### Museum und Touristenattraktion

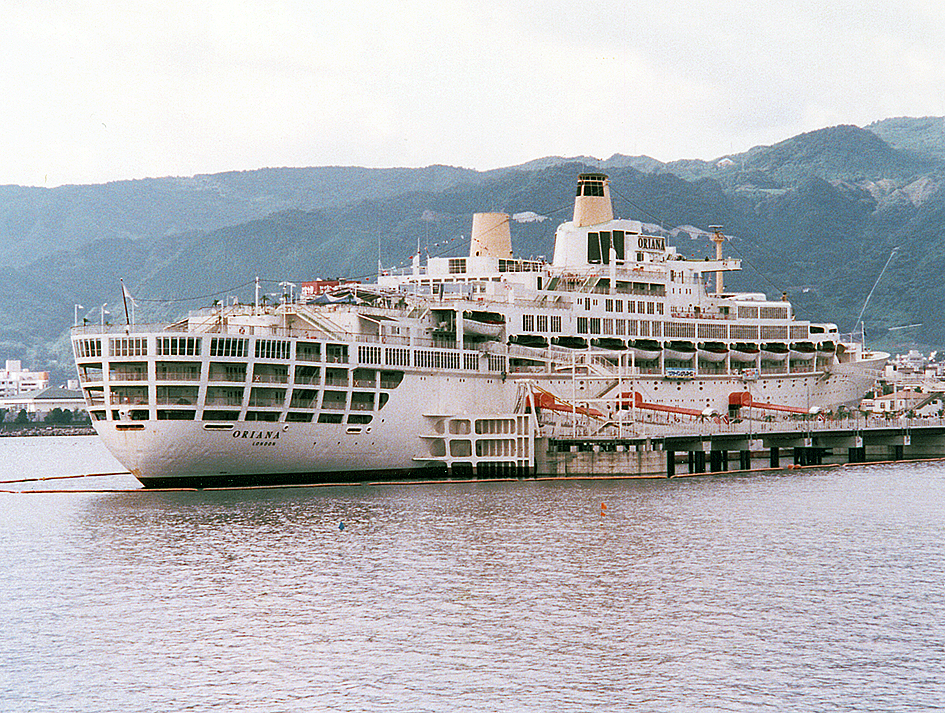
Die Oriana als schwimmendes Museum in Beppu

Nach zwei Monaten Aufliegezeit wurde die Oriana verkauft und in die japanische Hafenstadt Beppu geschleppt, wo sie 1987 als schwimmendes Museum eröffnete. 1995 wurde das Schiff nach China verkauft und lag nach umfangreichen Umbauarbeiten als Touristenattraktion und Hotelschiff bis 2002 im Hafen von Shanghai; anschließend wurde sie erneut veräußert und nach Dalian verlegt.

### Beschädigung durch Sturm und Verschrottung
Am 16. Juni 2004 wurde die Oriana durch einen Sturm stark beschädigt und bekam Schlagseite, so dass die Eigentümer sich angesichts der zu erwartenden Kosten gegen eine Instandsetzung entschieden und das Schiff zum Verschrotten verkauften. Der Dampfer wurde am 13. Mai 2005 zu einer chinesischen Abwrackwerft geschleppt und dort ab Juni verschrottet.

## Sonstiges
Die Oriana war das letzte in Dienst gestellte Passagierschiff der Orient Line sowie das letzte Schiff der Reederei, das noch existierte. Der alte Name wurde im Jahr 1995 erneut vergeben für das neugebaute Kreuzfahrtschiff, das bis 2019 für die inzwischen zur Carnival Corporation & plc gehörende Reederei P&O Cruises fuhr.